# Super Dollfie

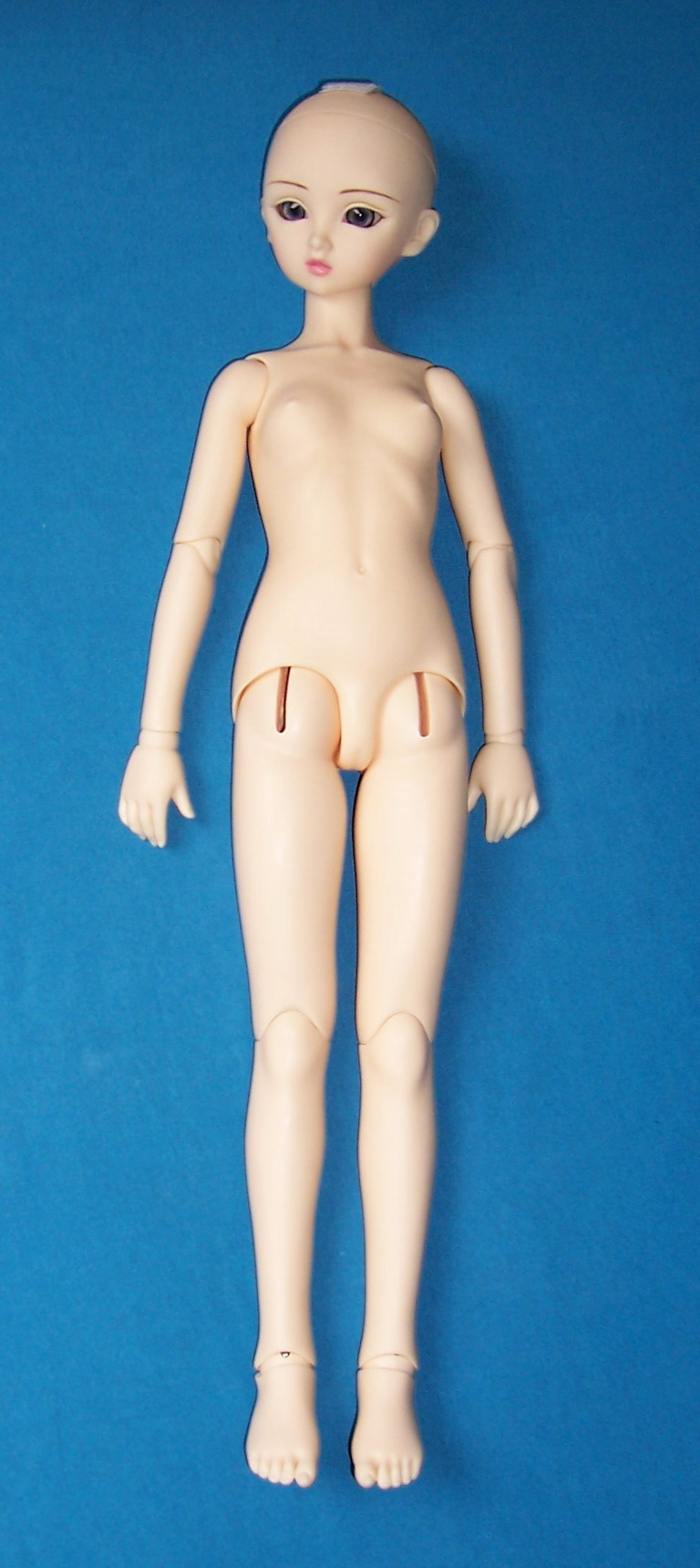
Muñeca Super Dollfie

Se conoce como Super Dollfie (スーパードルフィー, Sūpā Dorufī?) a las muñecas articuladas (ball joint doll o bjd) de resina creadas por la empresa japonesa Volks. Aunque el término Super Dollfie (o su abreviatura SD) suele utilizarse erróneamente para referirse a bjd de otras marcas y procedencias.
La principal característica de las Super Dollfies es que son completamente personalizables, de este modo cada muñeca puede convertirse en única y especial. En Volks hay una gran variedad de modelos y tamaños a elegir, aunque la mayoría de ellos son ediciones limitadas o Full Choice System, muñecas a la carta que no son fáciles de conseguir fuera de Japón.

## La empresa
- Volks
- Beneficio anual: 5,000 million yen
- Capital: 98 million yen
- Número de tiendas: 20 tiendas (dirigidas directamente)
- Número de empleados: 150
- Oficina central: Takatsuji-agaru, Inokuma street, Shimogyo-ku, Kyoto 600-8396
- Servicios y productos:
  - 1. Venta de hobby y maquetas
  - 2. Distribución de hobby y maquetas (domestic)
  - 3. Fabricación de hobby y maquetas.
- Compañías afiliadas
  - 1. Zoukei-Mura Inc. (Kameoka, Kioto)
  - 2. VIRGINAL ART CO.,LTD. (Kameoka, Kioto)

Volks comenzó su carrera como distribuidor de maquetas de diferentes marcas en los años 70. Al no estar contentos con la calidad de las maquetas que distribuían, su director Hideyuki Shigeta, decidió que debían empezar a fabricar sus propios modelos.
Así Volks se convirtió en una de las empresas de maquetas más importantes de Japón y con el paso de los años iniciaron otros proyectos, las dollfies y las super dollfies.

## Historia
A finales de los 90, la empresa de maquetas Volks, decidió, gracias a Setsu Shigeta, la esposa del director, lanzar un nuevo concepto de muñeca: las dollfies.
Las dollfies son muñecas de vinilo de escala 1/6 (la mayoría tienen un tamaño de 26cm) que pretendían llegar también al público femenino y no solo al masculino como las maquetas que llevaban vendiendo más de 20 años. Las dollfies reunían las mejores características de las muñecas y las figuras de acción, de ahí su nombre que es una fusión de doll + figure. Estas muñecas fueron todo un éxito y, como pretendían, se convirtieron en muñecas para todos los públicos.
Poco después, en 1999, el jefe de escultores de Volks, Akihiro Enku, esculpió una muñeca de resina de 60 cm para regalar a su esposa. Esta muñeca rescataba en el sistema de bolas y articulaciones utilizado por las muñecas europeas del siglo XIX. Setsu Shigeta vio aquella muñeca y se dio cuenta de que era muy especial, compartía algunas características con las dollfies ya que era completamente personalizable, pero además era una muñeca grande que podías llevar en brazos, lo que la hacía única.
Aquel mismo año las primeras Super Dollfie vieron la luz con el lanzamiento de las que todavía se conocen como Las cuatro hermanas. El diseño de aquellas primeras muñecas y sus cuerpos nos puede parecer ahora muy tosco pero abrieron una puerta a algo que continúa en constante evolución hasta nuestros días.

## Modelos
Los modelos de Volks se clasifican por tamaños, los más pequeños miden alrededor de 10 cm y los más grandes sobre 65. Algunos de estos tamaños solo están a la venta como ediciones limitadas. 
- Rei-Tenshi: Son los más pequeños de todos, miden alrededor de 10 cm y no suelen tener articulaciones en brazos o piernas. Normalmente son de una pieza y están en una pose concreta. Hay diferentes modelos de estos muñecos y todos son únicos. Se caracterizan también porque llevan alitas de diferentes colores en la espalda. Estos modelos no se ponen a la venta en las tiendas, son muñecas que Volks regala en los diferentes eventos que se celebran en Japón a los ganadores de bingos y loterías.

- Sei-Tenshi: Al igual que los rei-tenshi estos muñecos tampoco están a la venta, son también premios de los bingos de los dolpas. Su estatura es de unos 18 cm y tienen articulaciones en brazos y piernas aunque su torso es de una pieza. En la espalda llevan alitas de resina de diferentes colores que no se pueden quitar. A pesar de tener las mismas articulaciones que una SD grande su movilidad es bastante limitada porque la cabeza es demasiado grande en relación con el cuerpo y pierden el equilibrio fácilmente. Hay una gran variedad de caras, todos los sei-tenshi son diferentes entre sí.

- Yo-SD: Los Yo-SD solo se ponen a la venta de manera limitada, todavía no ha salido ningún Yo-SD standard aunque no son difíciles de conseguir. Son las muñecas a la venta más pequeñas de Volks, miden 26 cm. Normalmente salen por parejas, por lo que un mismo modelo de cara se puede encontrar en versión chico y versión chica. La excepción son las versiones Yo-SD de las SD standard y los Yo-Tenshi, que son Yo-SD ángeles con cuerpo asexual y torso con imanes para poderle poner alitas de resina intercambiables. Los Yo-SD se venden desnudos salvo raras excepciones, se presentan con un conjunto de ropa pero ese conjunto siempre se vende aparte. La mayoría de ellos lleva ojos acrílicos, exceptuando los ángeles que llevan cristal y algunas ediciones especiales. En general no son difíciles de conseguir en páginas de subasta aunque, dependiendo del modelo, puede costar el doble de su precio original.

- MSD: Los MSD (Mini SD) miden 43 cm, tienen 13 articulaciones incluyendo la articulación de la cintura. Existe una línea standard de MSD que cuenta con 6 modelos (2 modelos de cabeza diferentes para versiones y dos únicos). Los MSD se pueden comprar en versión chico y versión chica, la diferencia entre los dos modelos son las dos piezas del torso, comparten brazos y piernas. También hay una versión ángel de MSD, los Ko-Tenshi que son asexuales. La mayoría de los MSD solo se puede conseguir como edición limitada o por Full Choice System. Mediante ese sistema hay un cuerpo especial para chica que se sienta de una forma característica (también algunas ediciones limitadas llevan este cuerpo). Los MSD standard se venden desmontados y sin pintar aunque puedes pagar un extra para que Volks se encargue de montarlos y de su maquillaje básico. Van con ojos acrílicos, peluca y no llevan pestañas. Los limitados en cambio van completos: montados, maquillaje especial con pestañas, ojos de cristal, peluca (casi siempre especial para el modelo) y conjunto de ropa y zapatos, además de un modelo de cabeza que no se puede conseguir de otra forma. Aunque son más caros que los standard y normalmente no se pueden comprar directamente en la web.

- SDC: Los SD Cute solo están disponibles como edición limitada, dependiendo de la popularidad del muñeco y del tiempo que haga desde su lanzamiento puede ser más o menos fácil de conseguir (y más caro). Son muñecas de 43 cm pero sus proporciones son muy diferentes a las de los MSD, podría decirse que su escala es 1/4 cuando el resto de muñecas de Volks están a escala 1/3. Hay modelos de SDC chicos y chicas, los cuerpos para unos y para otros son completamente diferentes y las piezas no son compatibles entre sí como pasa con los MSD. Los SDC, al ser modelos limitados, van montados, con un conjunto de ropa y peluca especial (de menor tamaño que las de MSD) y ojos de cristal.

- SD10: Se conoce como tamaño SD10 al primer tamaño de muñecas que lanzó Volks, las sd standard. Algunos modelos de SD10 se pueden comprar a través de la web, contando con 6 modelos (dos de ellos chicos). Las SD10 tienen una articulación menos que el resto de muñecas standard, ya que no tienen la articulación en la cintura. Algunos modelos limitados sí que se han lanzado con cuerpo con articulación en la cintura en caso de chicos y articulación y cuerpo que se sienta de forma especial en las chicas. Actualmente miden 58cm, los cuerpos de chico y chica solo se diferencian en el torso (exceptuando el cuerpo que se sienta de forma especial) así que las piezas son compatibles entre sí. Los modelos SD10 standard, al contrario que los MSD, llegan pintados y montados aunque sus ojos siguen siendo acrílicos (y la mayoría de veces demasiado grandes). Llevan también un conjunto de ropa interior básico. Los modelos limitados, como en el resto de tamaños, son cabezas especiales y van con ropa, ojos de cristal, pelucas especiales, etc.

- SD13: Los SD13 son más adultos que los SD10, miden 60 cm y vuelven a tener la articulación de la cintura. Existen SD13 chicos y chicas, pero esta vez los cuerpos no son iguales y las piezas no son compatibles entre sí. Las extremidades de las chicas SD13 son intercambiables con las SD10 (las piernas son un poco más largas pero son compatibles), al igual que las manos y los pies. En cambio los chicos SD13 tienen piezas exclusivas para ellos porque son mucho más grandes. Las cabezas que están diseñadas para chico SD13 se podrían poner en cuerpo de chica o SD10 pero pueden quedar algo desproporcionados, al revés ocurre lo mismo, las cabezas diseñadas para chica o chico SD10 se pueden ver pequeñas en un cuerpo SD13 de chico, aunque todo depende del gusto personal. En Volks pueden comprarse algunos SD13 standard, hay cinco modelos de los que solo uno es un chico. Los SD13 llegan montados, pintados, con ojos de cristal y pestañas. También hay muchos SD13 que son ediciones limitadas, la mayoría de veces son chicos aunque también hay algunas chicas, comparten las mismas características que los limitados en otros tamaños.

- SDGr: El SDGr es un nuevo modelo de Volks, del 2009. La cabeza no es lo único que hace especial a este modelo sino también el cuerpo que podría decirse que es el nuevo diseño del cuerpo de chico SD13. Comparte manos y pies del SD13, pero el torso y las piernas son completamente diferentes, posiblemente también los brazos teniendo la triple articulación del codo. El primer modelo SDGr, Ryoya, salió por un precio muy elevado, ahora el cuerpo está incluido en el Full Choice System. En 2011 se va a lanzar el primer modelo de SDGr chica, con dos muñecas limitadas.

- SD16: Los SD16 son los modelos más altos de Volks junto al SD17, miden alrededor de 65 cm. En este tamaño hay varias chicas y un solo chico, los cuerpos son completamente diferentes y no son compatibles entre ellos. El cuerpo del chico es casi idéntico al cuerpo de chico SDC, con las mismas articulaciones y forma de posar, solo que mucho más grande. Además este cuerpo lleva discos de goma en algunas partes para mejorar las poses (es habitual lo de los discos de goma a partir de 2008, pero son de quita y pon, en este cuerpo además de los de quita y pon en algunas partes están fijos). Las chicas son mucho más estilizadas que el resto de chicas Volks, más altas, más delgadas y con formas mucho más adultas. Además este cuerpo tiene piernas intercambiables, unas con tobillos sin articulación para zapatos de tacón y otra con tobillos normales (los pies son compatibles con los de SD10/13).

Todos los SD16 son limitados.
- SD17: Los SD17 solo son chicos, tras sacar el chico SD16 el modelo siguiente fue un SD17 así que el SD16 solamente se quedó en un modelo limitado y todos los chicos de mayor tamaño han sido SD17 desde entonces. Son altos y delgados, el cuerpo tiene también triple articulación en el torso y un diseño completamente nuevo, también han rediseñado las piernas para que se siente de una forma mucho más natural. Todos los SD17 son limitados y los más difíciles de conseguir en el mercado de segunda mano.

## Full Choice System
El Full Choice System o FCS ya no es un sistema único y patentado de Volks, es un sistema por medio del cual puedes elegir tu muñeca a la carta. No está disponible en todos los tamaños por el momento, solo hay FCS de: MSD, SD10 (chico y chica), SD13 (chico y chica) y SD Gr (chico). Los FCS solo pueden comprarse en las tiendas Tenshi no Sumika (hay varias por Japón, una en Corea y otra en Los Ángeles) o en la Tenshi no Sato (en Kioto). El catálogo de la Tenshi no Sato es más amplio que los de la Tenshi no Sumika.
El catálogo de los FCS es secreto aunque hay diferentes recopilaciones en internet creadas a partir de fotos de dueños que han dado su permiso o de subastas de yahoo japan. El más completo es Creating Dreams. También se pueden encontrar diferentes grupos sobre tipos de cabeza en flickr o foros.
La mayoría de los modelos de cabeza disponibles por FCS solo se pueden conseguir de esta manera, no los venden de forma standard pero no son tan difíciles como los limitados porque sabes que siempre van a estar disponibles.
Las elecciones del FCS son:
- Cabeza
- Cuerpo
- Brazos
- Piernas
- Manos
- Pies
- Ojos
- Peluca
- Maquillaje
- Pestañas

Los ojos que se incluyen con los FCS son Zoukeimura, cristal de alta calidad solo disponible para FCS, los colores de los ojos zoukeimura no se encuentran en otros ojos de cristal. Los ojos pueden pedirse pegados o sin pegar, la silicona que sujeta los ojos es difícil de quitar así que es recomendable pedirlos sueltos.
El maquillaje también es de nuestra elección, se puede pedir sin maquillaje, con uno de serie o personalizado. Para el maquillaje personalizado hay que mandar fotos, colores que nos gustaría... y el equipo de maquillaje de Volks intentará que sea lo más parecido a lo que habíamos imaginado. 
Comprar una SD FCS fuera de Japón es bastante caro ya que hay que hacerlo a través de un intermediario que vaya personalmente a la tienda y las comisiones son muy altas. 
Volks no quiere ofrecer un FCS en línea porque opina que es algo único y especial y que por eso hay que ir a encargarlo personalmente a la tienda.

## Para más información
- Volks: Página oficial de Volks, con tienda en línea.
- SuperDollfie.net: Página dedicada al décimo aniversario de Volks (inglés y japonés).
- Volks USA: Página oficial de Volks en USA, tienda en línea (solo vende a Estados Unidos, Canadá y México).
- Where angels lie: Base de datos en inglés con el catálogo completo de muñecas que ha sacado Volks.
- Creating Dreams: Página en inglés con todas las opciones disponibles en el FCS.